# Long Hựu Đông
Long Hựu Đông là một xã cũ thuộc huyện Cần Đước, tỉnh Long An, Việt Nam.

## Địa lý
Xã Long Hựu Đông nằm ở phía đông huyện Cần Đước, trên cù lao Long Hựu và có vị trí địa lý: 
- Phía đông giáp tỉnh Tiền Giang và Thành phố Hồ Chí Minh
- Phía tây giáp xã Phước Đông
- Phía nam giáp xã Long Hựu Tây và tỉnh Tiền Giang
- Phía bắc giáp huyện Cần Giuộc.

Xã có diện tích 21,45 km², dân số năm 1999 là 13.255 người, mật độ dân số đạt 618 người/km².

## Hành chính
Xã Long Hựu Đông được chia thành 8 ấp: Chợ, Đông, Ông Rèn, Cầu Ngang, Trung, Long Ninh, Rạch Cát, Rạch Đào.

## Lịch sử
Xã Long Hựu Đông được thành lập vào ngày 24 tháng 3 năm 1979 trên cơ sở tách một phần diện tích và dân số của xã Long Hựu cũ.

## Di tích
- Đồn Rạch Cát
- Nhà trăm cột